# 岡山ブルーライン

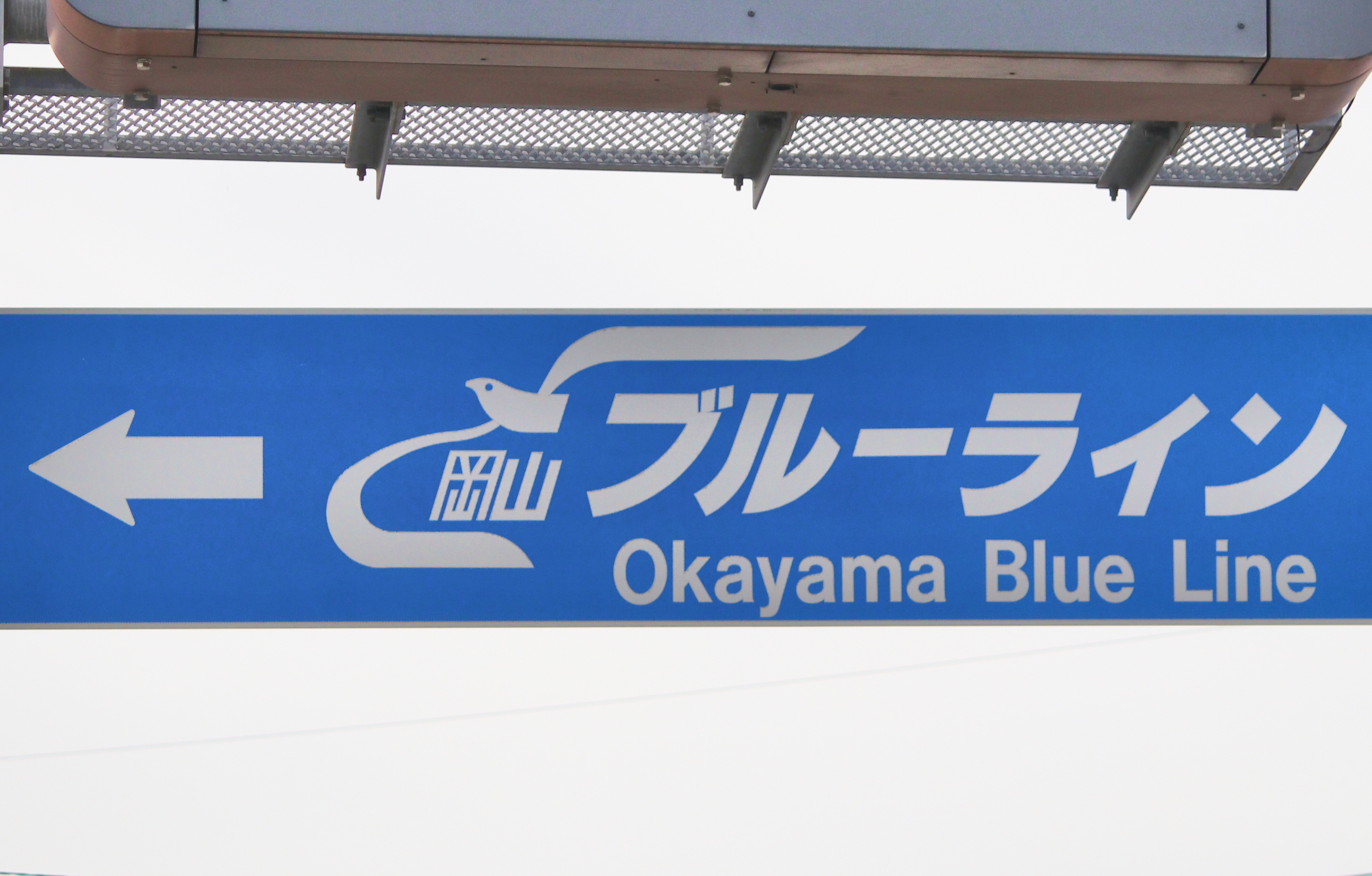
岡山ブルーライン ロゴサイン

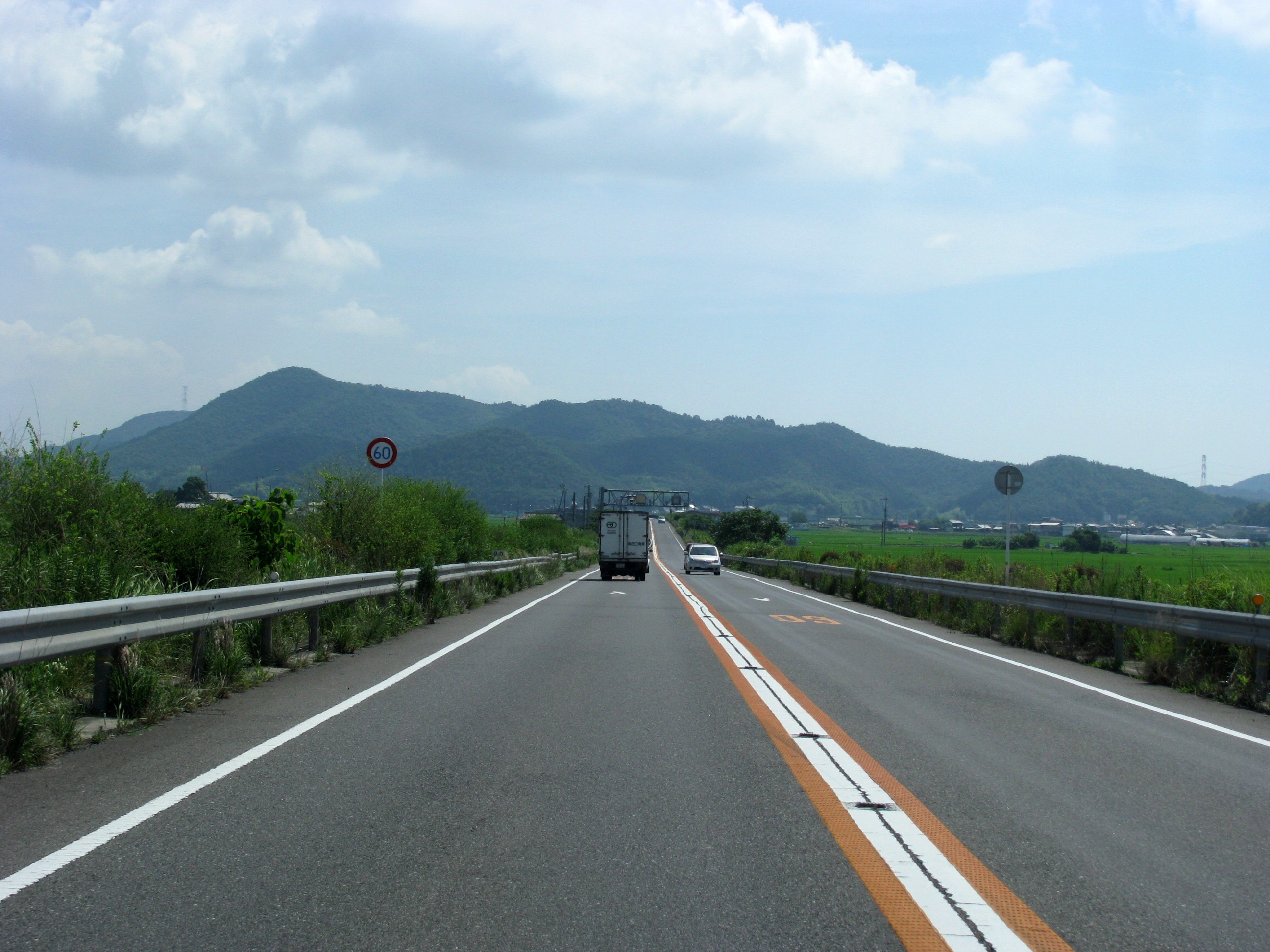
西側区間は平野部にあり一直線に備前市方向を目指す。

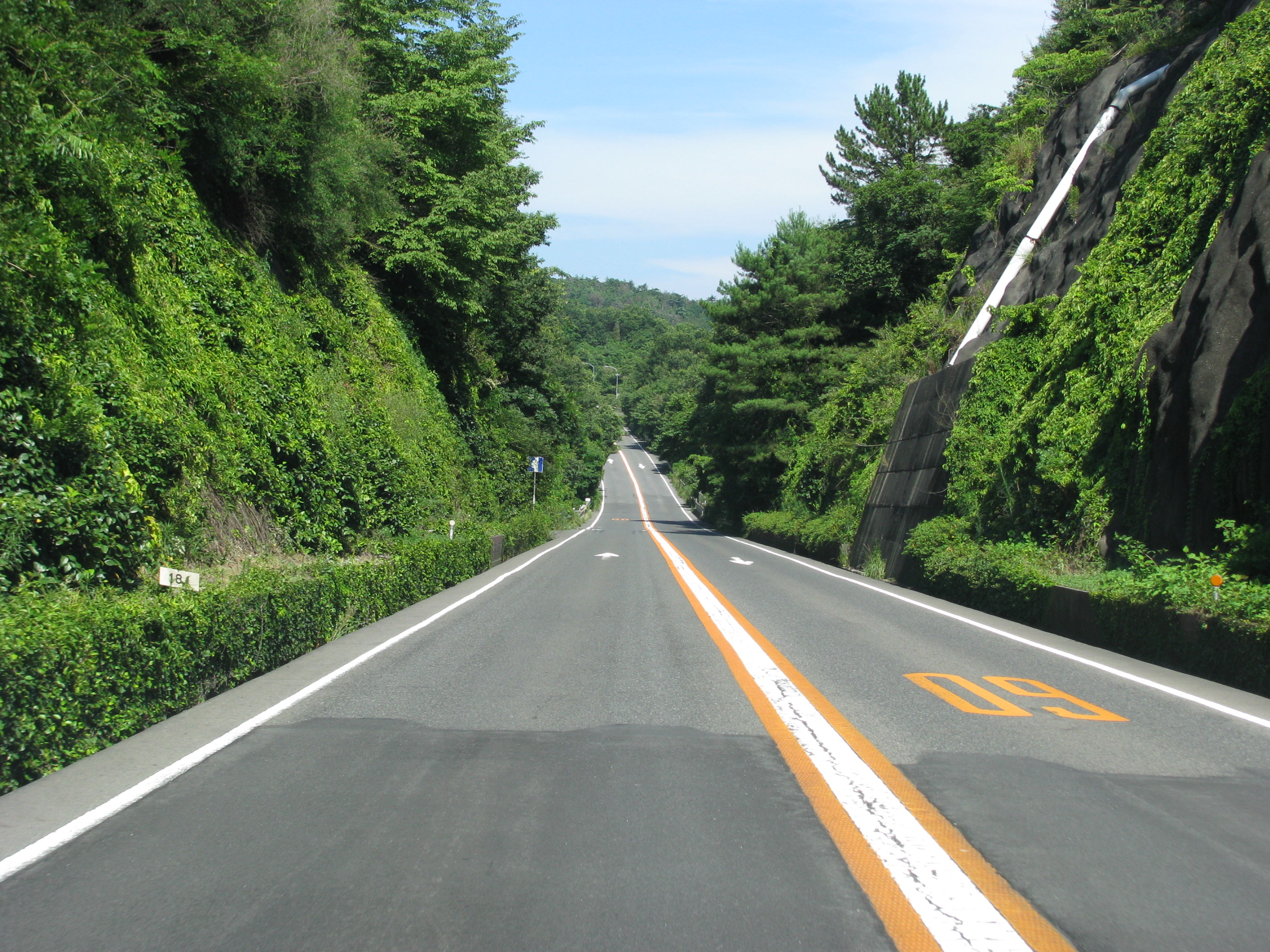
対照的に東側区間は山がちでカーブと坂が多い。

岡山ブルーライン（おかやまブルーライン）は、岡山県岡山市東区君津から岡山県備前市蕃山を結ぶ延長32.4キロメートル (km) の道路の愛称。正式な路線名は岡山県道397号寒河本庄岡山線（おかやまけんどう397ごうそうごほんじょうおかやません）。旧称「岡山ブルーハイウェイ」。

## 概要
沿道の緑と海が美しい道路である。歩行者と自転車は通行禁止だが、自動車専用道路ではないので原動機付自転車は通行可能。
西端の 君津ジャンクション (JCT) で国道2号岡山バイパスに直結し、東端の 蕃山インターチェンジ (IC) は岡山県道260号八木山日生線を介して、国道2号及び山陽自動車道の備前ICと接続しているため、2004年に無料開放されて以降は国道2号の迂回道路としての役割を担う。
中国自動車道が北寄りのルートをとっているため、山陽自動車道が全面開業するまでは、阪神方面と岡山方面を結ぶ重要なルートでもあった。
- 本線（Google マップ）
  - 起点：岡山県岡山市東区君津
  - 終点：岡山県備前市蕃山
- 延長：32.4　km
- 車線数：完成2車線
- 道路幅員：9.5m-10.5m
- 制限速度：60km/h
- 総事業費：約126億円

## 歴史
1974年から1977年にかけて順次開通した。2004年に無料化するまでは岡山県道路公社が管理する有料道路であった。1985年（昭和60年）当時の通行料金は普通車750円、大型車1100円。
元々は一般有料道路 東備西播開発有料道路（自動車専用道路（小型特殊自動車や原動機付自転車も通行可）という計画名称であった。

「東備西播」という名前が示すように当初は兵庫県赤穂市 ‐ 相生市を通り、太子竜野バイパス計画線まで接続するよう計画された道であった。しかし、山陽自動車道計画線が赤穂市内を通る事が判明したため、結局は東備地域のみの道路となった。
1982年（昭和57年）3月30日には山陽自動車道の龍野西IC - 備前IC間が開通し、山陽自動車道の備前IC - 岡山ICの開通までの間、山陽自動車道の接続ルートとして利用された。
無料化以降は並行する国道2号に混雑区間が多いこともあって国道のバイパスとしての性格が強まっている。
1994年までは岡山ブルーハイウェイという愛称だったが、山陽自動車道の岡山県内分が全線開通したことや、高速道路と誤認し速度超過走行を行う利用者が多かったことから改称されている。

### 年表
- 1971年（昭和46年） 岡山県道路公社が発足
- 1972年（昭和47年）1月18日 工事着手
西大寺大橋と片上大橋より工事が始まる。
- 1974年（昭和49年）11月30日 君津ジャンクション (JCT) -西大寺IC間（4.1 km）が一般有料道路 東備西播開発有料道路（自動車専用道路（指定なし、小型特殊自動車、原動機付自転車も通行可。）として開通（岡山県道路公社が管理）
- 1977年（昭和52年）7月 全線開通
- 1994年（平成6年）1月に現在の呼称岡山ブルーラインに変更
岡山ブルーハイウェイから現名称へ変更。同じ理由で、同時に水玉ハイウェイも水玉ブリッジラインに改称している。
- 2004年（平成16年）4月1日 無料開放され岡山県に移管
- 2006年（平成18年）4月1日 岡山県道路公社の解散
- 2009年（平成21年）4月1日 岡山市が政令指定都市に移行。これにより、岡山市区間の道路管理者が岡山市に移行。

## 路線状況
全線片側1車線で、交差道路とは全て立体交差している。かつては信号機も全く設置されていなかったが、現在では道の駅一本松展望園出入口に1箇所設置されている。全線を通して渋滞する事なく走りやすいが、速度超過で走行する車両も多く、道路沿いの随所に「全線片側1車線、最高速度60 km」と書かれた看板がある。岡山県道397号寒河本庄岡山線としては、蕃山インターチェンジからさらに約5 km東の備前市寒河が起点となっているが、この区間は元有料道路ではなく一般道である。
西側（岡山市側）の君津ICから邑久ICまでは平野（高架上）の直線的な道路である一方、東側の邑久ICから蕃山ICまではカーブと坂が多く、登坂車線を設けてある区間も一部ある。

### インターチェンジなど

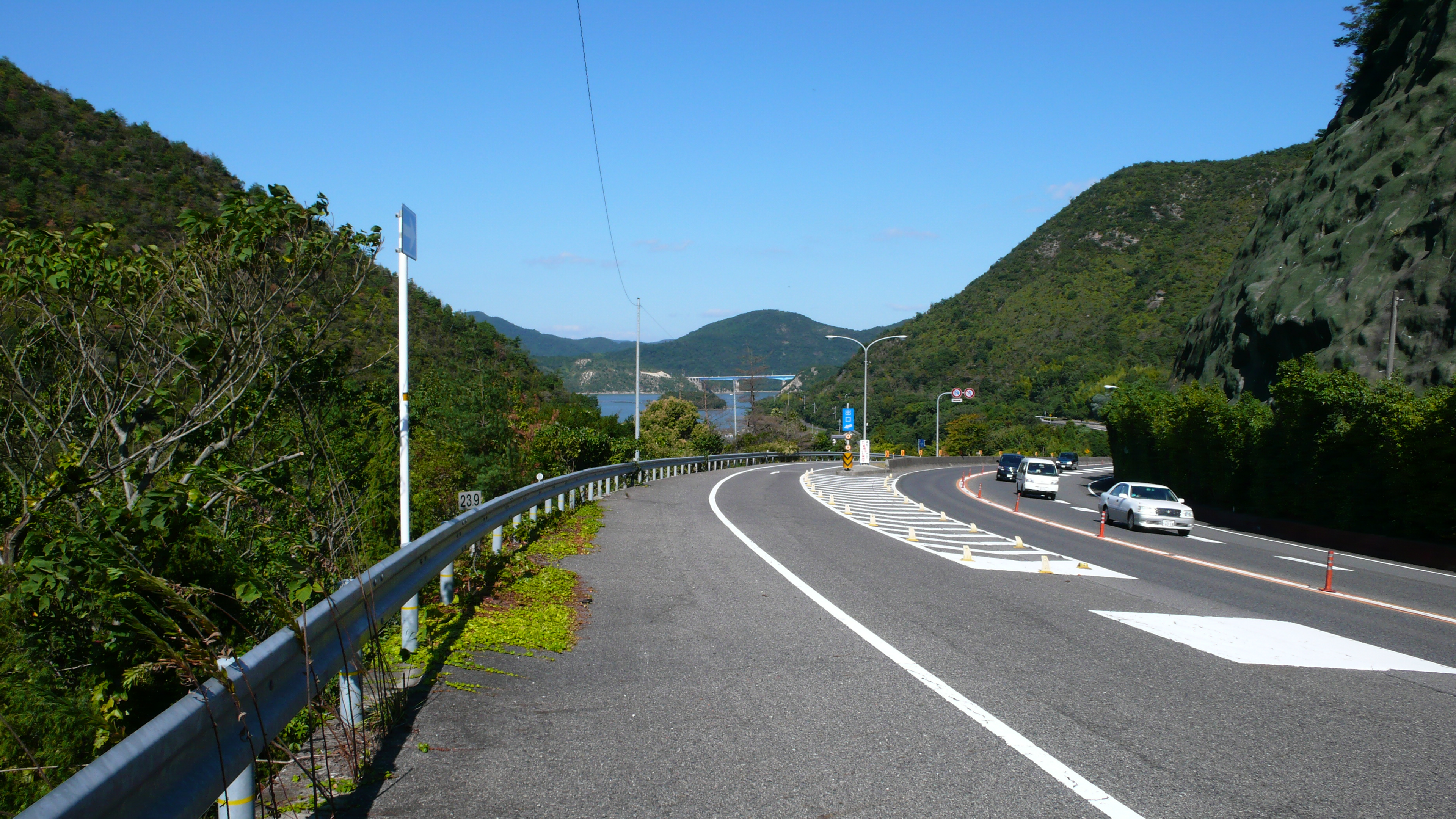
鶴海IC付近。奥は片上大橋。

- 上側が起点側、下側が終点側。

| 施設名                        | 接続路線名                    | 君津JCTから (km) | 備考                                                                 |
| ----------------------------- | ----------------------------- | ---------------- | -------------------------------------------------------------------- |
| 君津JCT                       | 国道2号（岡山バイパス）       | 0                | 国道2号上り線からの流入、国道2号下り線への流出のみのハーフJCT。      |
| 君津IC                        | 県道177号九蟠中野線、岡山市道 |                  | 起点方面と県道177号、および終点方面と岡山市道との流出入のみのX型IC。 |
| 西大寺IC                      | 県道28号岡山牛窓線            | 3.9              |                                                                      |
| 瀬戸内IC                      | 県道231号神崎邑久線           | 7.7              | 2005年4月1日併用                                                     |
| 邑久IC                        | 県道39号備前牛窓線            | 11.3             |                                                                      |
| 一本松IC                      | 瀬戸内市道                    | 15.3             | 道の駅一本松展望園に併設、信号制御による平面交差点式IC。             |
| 虫明IC                        | 県道224号瀬西大寺線           | 20.4             |                                                                      |
| 黒井山グリーンパーク          |                               | 22.0             | 平面交差点。                                                         |
| 大平山IC                      | 県道465号大平山坂田線         | 23.2             |                                                                      |
| 鶴海IC                        | 県道418号鶴海港坂田線         | 24.3             |                                                                      |
| 備前IC                        | 国道250号                     | 27.3             |                                                                      |
| 蕃山IC                        | 県道260号八木山日生線         | 32.4             | 山陽自動車道備前ICの最寄りIC。                                       |
| 県道397号寒河本庄岡山線一般部 |                               |                  |                                                                      |

### 道路施設

#### 橋梁
- 片上大橋（延長520 m、幅員8.5 m）
瀬戸内海に架かる道路橋で、瀬戸内市邑久町虫明 - 備前市穂浪を結ぶ。
- 西大寺大橋（延長506 m、幅員9.0 m）
吉井川に架かる道路橋で、岡山市東区金岡東町と同市東区西大寺新を結ぶ。1974年（昭和49年）完成[2]。

#### 道の駅

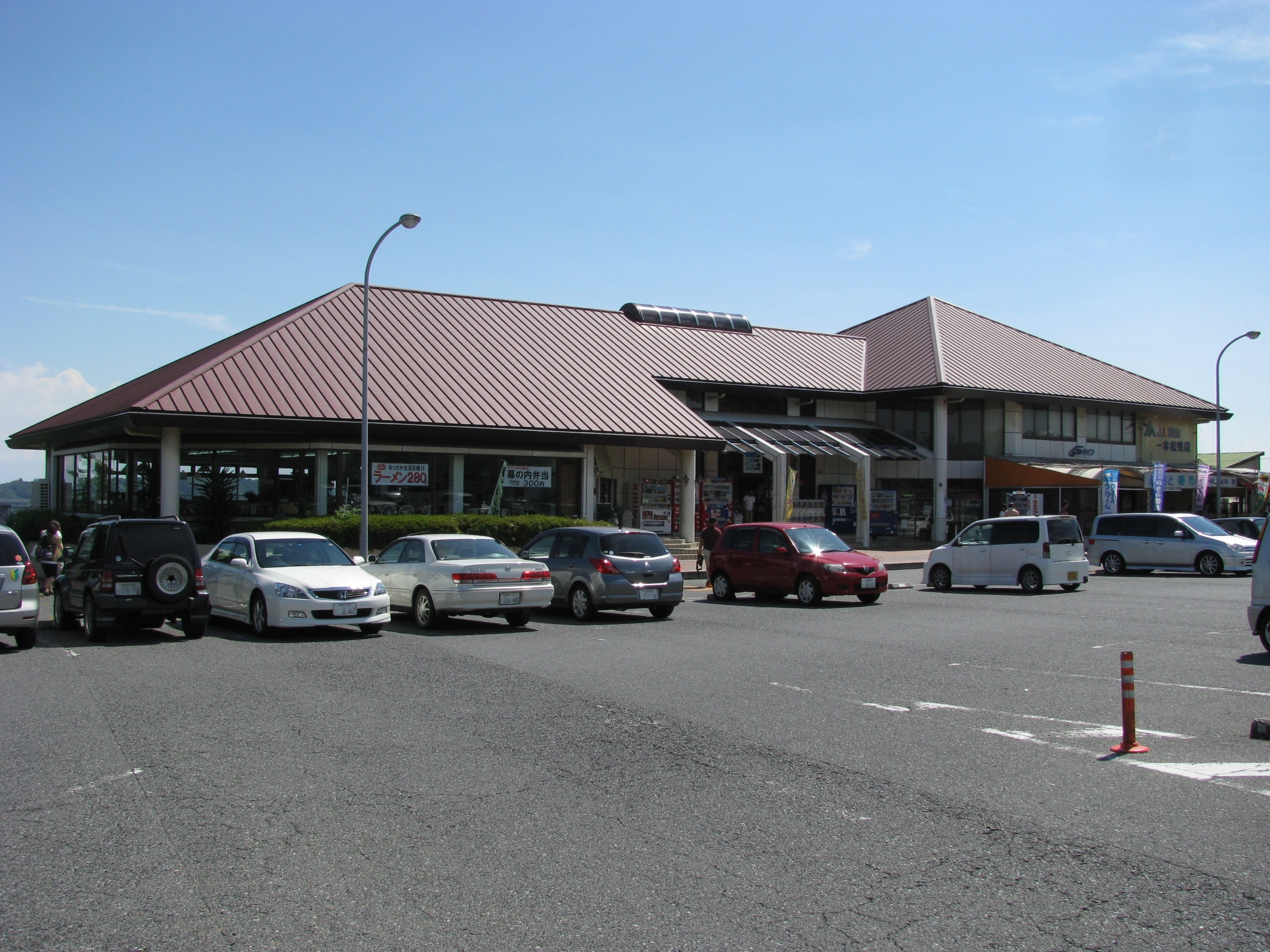
一本松展望園

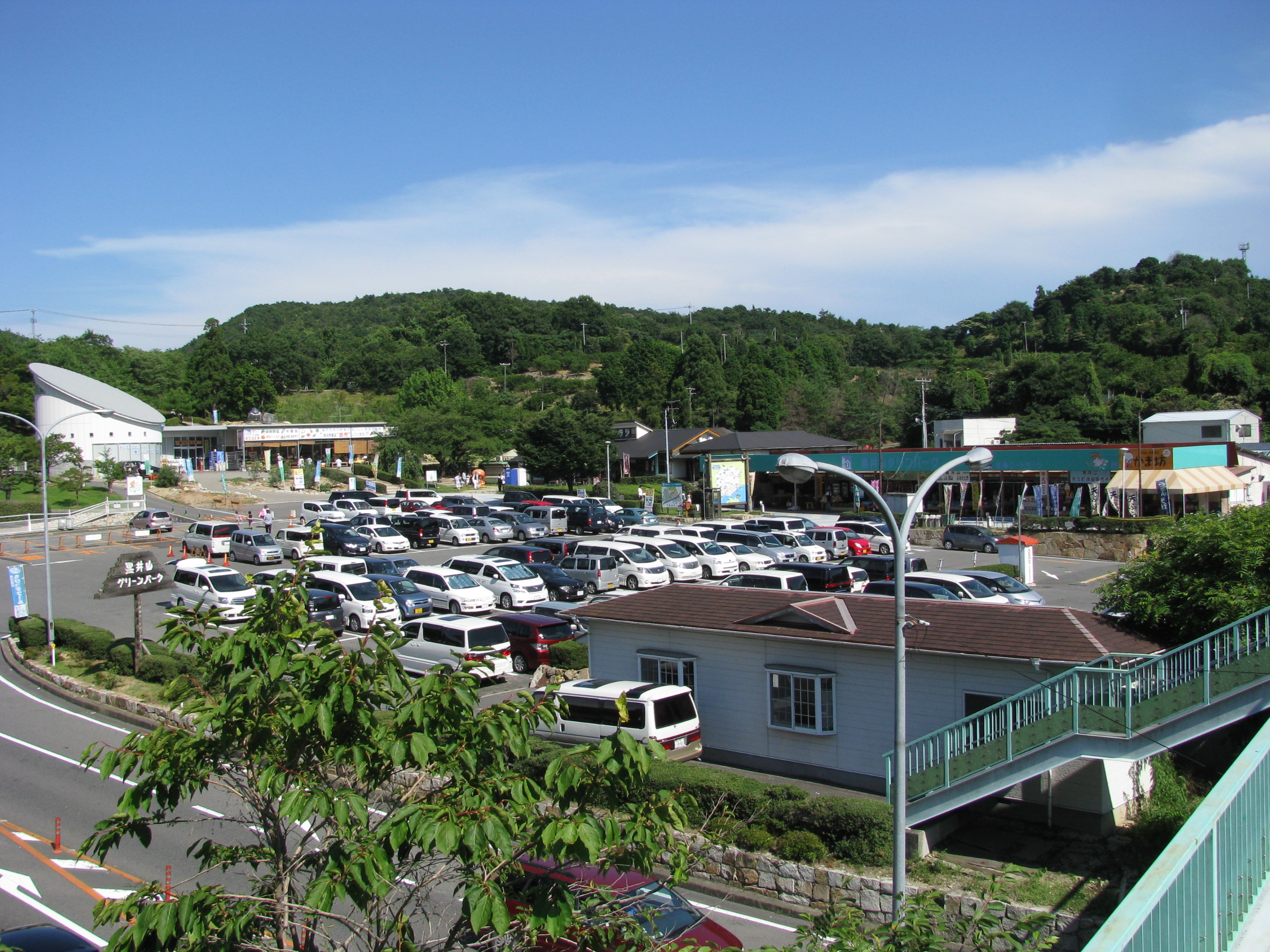
黒井山グリーンパーク

- 一本松展望園：邑久IC - 虫明IC間（一本松ICと併設）
- 黒井山グリーンパーク：虫明IC - 大平山IC間、瀬戸内市邑久町虫明。

※備前IC - 鶴海IC間にはかつてドライブイン「備前シーサイドプラザ」があったが、建造物が現存しているものの、現在は営業していない。

### 交通量
全線を通した平均交通量は一日当たり1万2196台。前回2005年調査時と比較して瀬戸内市部分では交通量が減少し、それ以外では増加している。昼間12時間における混雑度は全線を通して本来の計画交通容量である1.00前後で推移しているが、瀬戸内IC - 邑久ICの部分は直線区間だがオービスがあり、全線中でも突出した1.73に達している。この道路の最高速度は全線を通して法定速度の60 km/hであるが、実際の流れを表す平均旅行速度は昼間12時間だけみてもほぼすべての区間で60 km/hを超えている。
| 区間                        | 交通量    | 交通量  | 昼間 混雑度 | 昼間平均旅行速度 | 昼間平均旅行速度 |
| 区間                        | 2010年    | 前回比  | 昼間 混雑度 | 上り             | 下り             |
| --------------------------- | --------- | ------- | ----------- | ---------------- | ---------------- |
| 君津JCT - 君津IC            | 2万6816台 | +2922台 | 1.05        | 64.0 km/h        | 61.8 km/h        |
| 君津IC - 西大寺IC           | 1万6063台 | +6939台 | 0.75        | 64.0 km/h        | 61.8 km/h        |
| 西大寺IC - 瀬戸内市・東区境 | 1万6063台 | +6939台 | 0.87        | 64.0 km/h        | 61.8 km/h        |
| 瀬戸内市・東区境 - 瀬戸内IC | 8835台    | -289台  | 1.73        | 67.8 km/h        | 62.6 km/h        |
| 瀬戸内IC - 邑久IC           | 8835台    | -289台  | 1.73        | 65.3 km/h        | 61.8 km/h        |
| 邑久IC - 虫明IC             | 8416台    | -708台  | 0.99        | 66.6 km/h        | 65.7 km/h        |
| 虫明IC - 大平山IC           | 8416台    | -708台  | 0.99        | 57.3 km/h        | 57.3 km/h        |
| 大平山IC - 鶴海IC           | 8416台    | -708台  | 0.99        | 67.6 km/h        | 67.8 km/h        |
| 鶴海IC - 備前IC             | 1万0048台 | +924台  | 0.97        | 64.7 km/h        | 62.7 km/h        |
| 備前IC - 蕃山IC             | 1万0048台 | +924台  | 0.97        | 68.9 km/h        | 63.6 km/h        |
| 平均                        | 1万2196台 | +1595台 | 1.10        | 65.0 km/h        | 62.7 km/h        |

## 地理
西側から、君津JCTから邑久ICまで道は田園風景の中を直線的に抜ける。道路の中間付近は林間地帯で、一本松ICの道の駅一本松展望園は瀬戸内海（錦海湾）を展望する高台である。一本松ICから徐々に標高を下げながら林を抜けて、鶴海ICから備前ICまでの区間は北・西側に瀬戸内海（片山湾）が見え、片上大橋で片上湾の入口付近を越える。

### 通過する自治体
- 岡山県
  - 岡山市東区 - 瀬戸内市 - 備前市